# محسن الخياط
محسن الخياط (و. 1 مارس 1927- ت. 25 فبراير 1992) شاعر غنائي مصري. كان من كتاب جريدة الجمهورية. ولد الشاعر بمدينة المحمودية بمحافظة البحيرة، قدم مجموعة من الأغاني الوطنية التي غناها عبد الحليم حافظ، مثل ليالي العيد (لحن كمال الطويل)، والبندقية اتكلمت (لحن بليغ حمدي)، ولفي البلاد ياصبية، والنجمة مالت ع القمر (وكلاهما من تلحين محمد الموجي). ومن أشهر أغانيه العاطفية هي أغنية عليا التونسية ع اللي جرى (لحن حلمي بكر) التي أعادت غناءها أصالة نصري.
كما ألّف أحلى بلد التي غناها محمد قنديل، ولحنها أحمد فؤاد حسن، وصورة بلادي التي غناها الثلاثي المرح، ولحنها علي إسماعيل.